# A Western Harvest Field by Moonlight
A Western Harvest Field by Moonlight —en español: Un campo de cosecha occidental a la luz de la luna— es el primer EP del músico estadounidense Beck, lanzado en 1994 a través de Fingerpaint Records, y contó con la producción de Beck Hansen y Tom Grimley. La canción "Totally Confused" cuenta con la participación de la banda that dog., que más tarde contribuiría en otras dos canciones de beck, "Girl of My Dreams" y "Steve Threw Up".

## Grabación y lanzamiento
En 1994 fueron impresos originalmente 3000 copias y desde entonces hubo varias reimpresiones: 2000 en 1995, 1000 en 1997 y otros 1000 en 1998. Las primeras ediciones contenían pinturas hechas con los dedos por Beck y amigos que fueron hechos en la discográfica durante la fiesta de lanzamiento del disco y fueron empaquetados con la calcomanía “Original Figerpainting Enclosed” (“Adjunto Pintura Hecha con los Dedos Original”). Las siguientes impresiones no contenían ninguna pintura.
El álbum tiene “Sexy Death Soda” rayado en el lado A, y “Cherry Cupcake” en el B. Las primeras impresiones salieron con “Styrofoam Chicken (Quality Time)” siendo una pista continua. Se puso a una profundidad mayor en el disco de vinilo así cuando la púa leyera la canción saltara otra vez hasta el principio de la misma. Las impresiones de este álbum tenían escrito “A Western Harvest Moon by Moonlight” en el lomo del disco. Una curiosidad es que si se sostiene el disco frente a un espejo se puede leer debajo de la imagen de la pequeña niña la frase “Happiness grows in your own back yard” (“La felicidad crece en tu propio patio trasero”).

## Lista de canciones
Todas las canciones escritas y compuestas por Beck. 
BIC SIDE
| N.º | Título                                     | Duración |  |
| 1.  | «Totally Confused»                         | 3:23     |  |
| 2.  | «Mayonaise Salad»                          | 1:08     |  |
| 3.  | «Gettin' Home»                             | 1:56     |  |
| 4.  | «Blackfire Choked Our Death»               | 1:46     |  |
| 5.  | «Feel Like a Piece of Shit (Mind Control)» | 1:27     |  |
| 6.  | «She Is All (Gimme Something to Eat)»      | 1:15     |  |

BEEK SIDE
| N.º   | Título                                            | Duración |  |
| 1.    | «Pinefresh»                                       | 1:23     |  |
| 2.    | «Lampshade»                                       | 4:04     |  |
| 3.    | «Feel Like a Piece of Shit (Crossover Potential)» | 1:34     |  |
| 4.    | «Mango (Vader Rocks!)»                            | 2:49     |  |
| 5.    | «Feel Like a Piece of Shit (Cheetoes Time)»       | 0:58     |  |
| 6.    | «Styrofoam Chicken (Quality Time)»                | ∞        |  |
| 22:46 |                                                   |          |  |